# 티코 (충돌구)

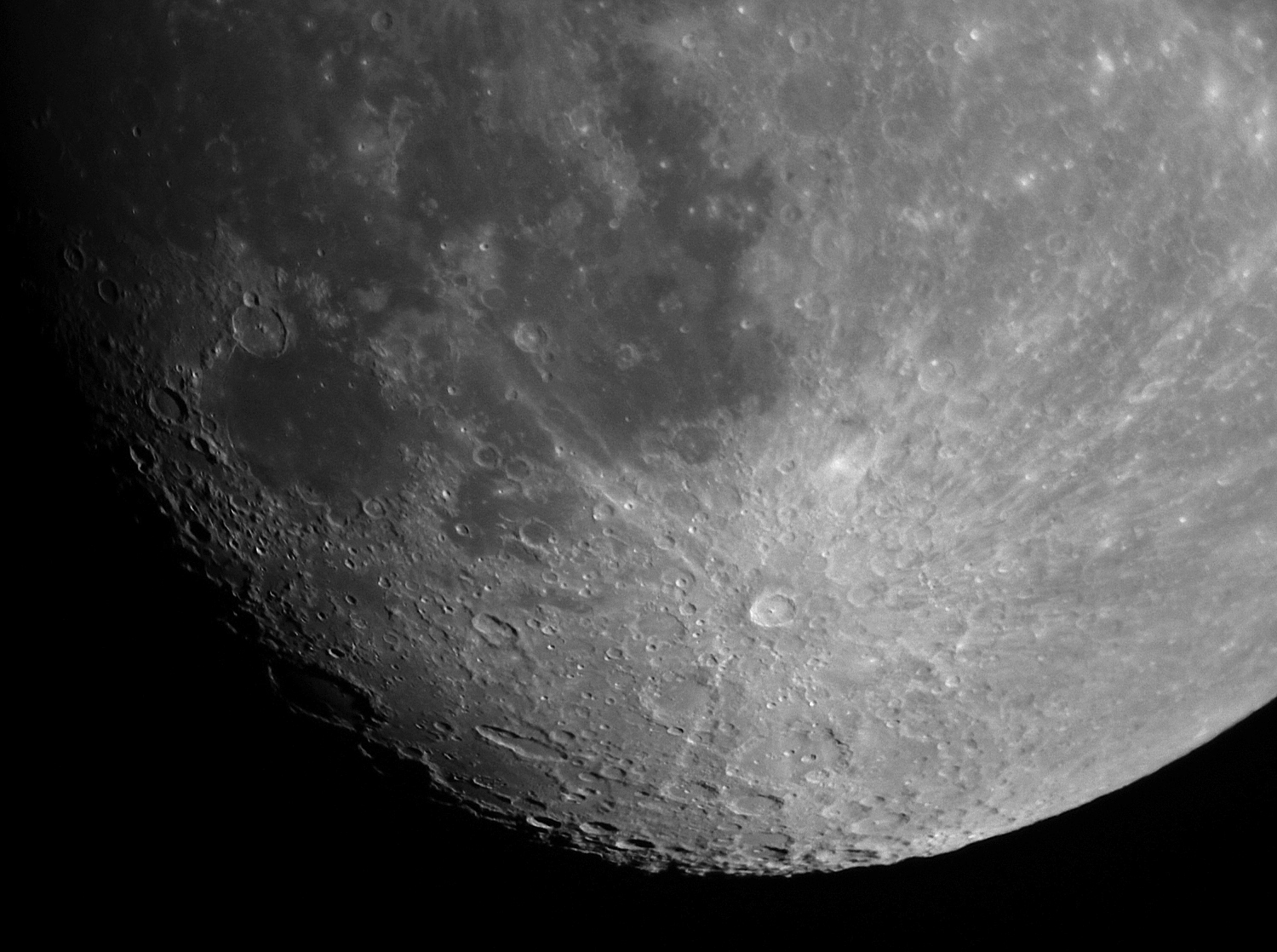

티코(Tycho)는 달의 남부에 위치한 충돌구이다.직경 85km로 굉장히 거대하며, 눈에 잘 띄어 쌍안경으로도 관측이 가능할 정도이다.덴마크의 천문학자・티코 브라헤의 이름에서 따왔다.
주위는 크고작은 여러 충돌구로 둘러싸여 있으며, 오래된 충돌구 위에 새로운 충돌구가 생성된 곳도 있다.
그리고, 주변에는 몇몇의 작은 2차적 충돌구가 만들어져 있다.
아폴로 17호에 의해 회수된 샘플로부터 1억 800만년 전에 만들어졌을 것으로 추정되어 비교적 새로운 충돌구이다.
오래된 충돌구로부터 변형된 모습도 없이 뚜렷하다.
내부는 높은 반사율을 가지며, 태양빛이 비추어지면 밝게 빛나, 1500킬로미터나 되는 광조(방사상형태의 띠)를 나타낸다.
지구의 반사광만으로도 이 광조를 볼 수 있다.
중심부로부터 100킬로미터정도 떨어진 외부의 알베도는 낮으며, 여기에는 그림자가 지지 않는다. 이곳의 외곽은 충돌 당시 쌓인 광물들로 이루어졌다고 알려져있다. 내벽은 층층이 밭과 같은 형태를 띠며, 거칠고 평평한 바닥을 향해 밑으로 달려있다. 바닥은 바위가 녹은 듯한 과거의 화산활동의 흔적이 있다. 이 충돌구의 바닥의 상세한 사진에 의하면, 촘촘히 금이 가 있고 작은 언덕들이 다수 존재한다. 중앙은 주변보다 1.6킬로미터 정도 높으며, 북동쪽으로 또다른 정상이 하나 더 있다.
월식 때에 행해지는 적외선관측에 의하면, 티코의 온도저하는 주변보다 늦다. 이것은 충돌구를 둘러싸고있는 물질이 다른것들과 다르기 때문인데,
이 충돌구의 외연부는 서베이어 7호의 착륙지점으로 선택되었다. 이 무인탐사기는 1968년 1월에 충돌구의 북쪽에 무사 착륙했다. 이 탐사 때 충돌구표면의 화학조성을 조사해, 달의 바다에서는 볼 수 없는 구성의 물질이 발견되었다. 이것은 알루미늄이 풍부한 사장석으로부터 만들어졌다고 짐작되었다. 또 루나오비터 5호에 의해 이 충돌구의 상세한 사진이 촬영되었다.
1950년대부터 1990년대에 걸쳐, 미국 항공우주국의 항공역학자 딘 채프만 연구진은, 텍타이트의 달기원설을 확립했다. 연구진은 컴퓨터에 의한 모델화와 풍동시험을 거쳐, 이론을 보강하여, 오스트레일리아의 텍타이트는 티코로부터 유래되었다고 결론을 지었다. 실제로 달의 샘플이 채취되기 전까지, 텍타이트의 달기원설은 부정되지 않았었다.
이 충돌구는 1645년에 출판된 월면도에 처음으로 등장한다.
영어로는 타이코 라고도 읽혀진다.

## 종속 충돌구
티코의 극히 주변에 위치한 무명의 충돌구들은 알파벳으로 식별하고 있다.
| 티코경도직경 | 위도    | 경도    | 직경  |
| ------------ | ------- | ------- | ----- |
| A            | 39.9° S | 12.0° W | 31 km |
| B            | 43.9° S | 13.9° W | 13 km |
| C            | 44.3° S | 13.7° W | 7 km  |
| D            | 45.6° S | 14.0° W | 27 km |
| E            | 42.2° S | 13.5° W | 14 km |
| F            | 40.9° S | 13.1° W | 16 km |
| H            | 45.2° S | 15.8° W | 8 km  |
| J            | 42.5° S | 15.3° W | 11 km |
| K            | 45.1° S | 14.3° W | 6 km  |
| P            | 45.3° S | 13.0° W | 8 km  |
| Q            | 42.5° S | 15.9° W | 21 km |
| R            | 41.8° S | 13.6° W | 5 km  |
| S            | 43.4° S | 16.1° W | 3 km  |
| T            | 41.2° S | 12.5° W | 14 km |
| U            | 41.0° S | 13.8° W | 19 km |
| V            | 41.7° S | 15.3° W | 4 km  |
| W            | 43.2° S | 15.3° W | 19 km |
| X            | 43.8° S | 15.2° W | 13 km |
| Y            | 44.1° S | 15.8° W | 19 km |
| Z            | 43.1° S | 16.2° W | 24 km |

## 언급된 작품 참고
- 아서 C. 클라크의 소설, 영화 '2001: 스페이스 오디세이'에서는 모노리스가 묻혀져있는 장소로 쓰여졌다.
- '스타트랙 퍼스트컨텍트' 에서는 24세기의 달시민들이 살고있는 티코시티로 등장했다.
- 로버트 A. 하인라인의 소설, '달은 무자비한 밤의 여왕'에서 티코는 Tycho Under의 생식지였다.
  - 위의 작품을 바탕으로 한 단편리처드 스톨먼(RMS)의읽을 권리가 있다.
- 에드먼드 해밀튼의 스페이스 오페라 소설 '캡틴 퓨처'시리즈에서는, 퓨쳐맨의 기지가 위치해, 호출에 대비해 북극의 우주등대를 항상 감시하고있다.